# Marmorana scabriuscula
Marmorana scabriuscula (Deshayes, 1830) è un mollusco gasteropode terrestre della famiglia Helicidae, endemico della Sicilia.

## Biologia

### Riproduzione

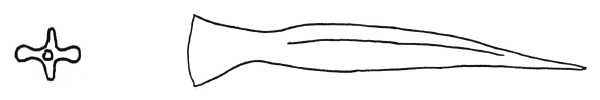
Sezione e visione laterale del dardo di Marmorana scabriuscula

È una specie ermafrodita insufficiente, non in grado cioè di autofecondarsi.
Al pari degli altri Elicidi, nella fase del corteggiamento, M. scabriuscula trafigge il partner con dardi calcarei.

## Distribuzione e habitat
La specie è endemica della Sicilia nord-occidentale.